# Catedral da Santíssima Trindade (Dublin)

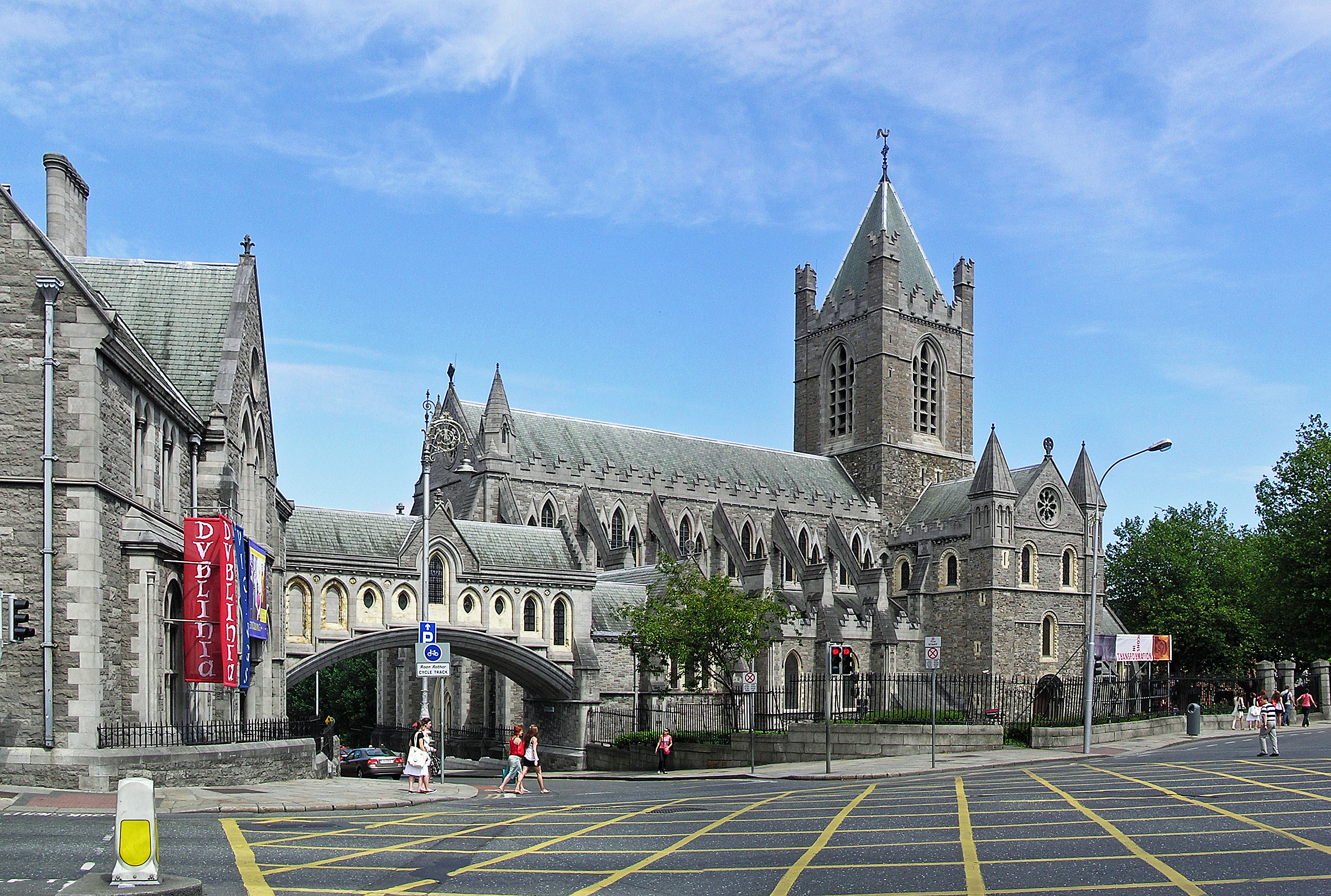
Plano da catedral e do parque adjacente.

A Catedral da Santíssima Trindade (em inglês: Cathedral of the Most Holy Trinity), popularmente conhecida como Igreja de Cristo (em inglês: Christ Church), é a mais antiga das duas catedrais medievais de Dublim, sendo a outra a Catedral de São Patrício. Foi a sede do arcebispado de Dublim (agora parte da Igreja da Irlanda, de confissão anglicana) desde os tempos medievais e é dedicada à Santíssima Trindade.